# Ptychomitrium fluviatile
Ptychomitrium fluviatile là một loài rêu trong họ Ptychomitriaceae. Loài này được Broth. mô tả khoa học đầu tiên năm 1924.